# Katariinaklooster
De Katariinaklooster is een middeleeuwse Dominicaans klooster in de Estse hoofdstad Tallinn. Het klooster is vermoedelijk gebouwd rond 1246 wat het een van de oudste gebouwen in de stad maakt. Tijdens de reformatie in 1524 is een groot deel van het klooster vernield. Een deel van het overgebleven klooster is geïntegreerd in de Petrus en Pauluskerk en de rest is nog steeds te zien vanaf de Katariinasteeg.
- Gemeinsame Normdatei: 4804753-3
- Library of Congress Control Number: nr88011842
- Virtual International Authority File: 143505265